# Sécurité en mer
Vous pouvez aider à l'améliorer ou bien discuter des problèmes sur sa page de discussion.
- Il adopte un point de vue régional ou culturel particulier et nécessite une internationalisation. (Marqué depuis janvier 2013)
- Il n’est pas rédigé dans un style encyclopédique. (Marqué depuis janvier 2013)

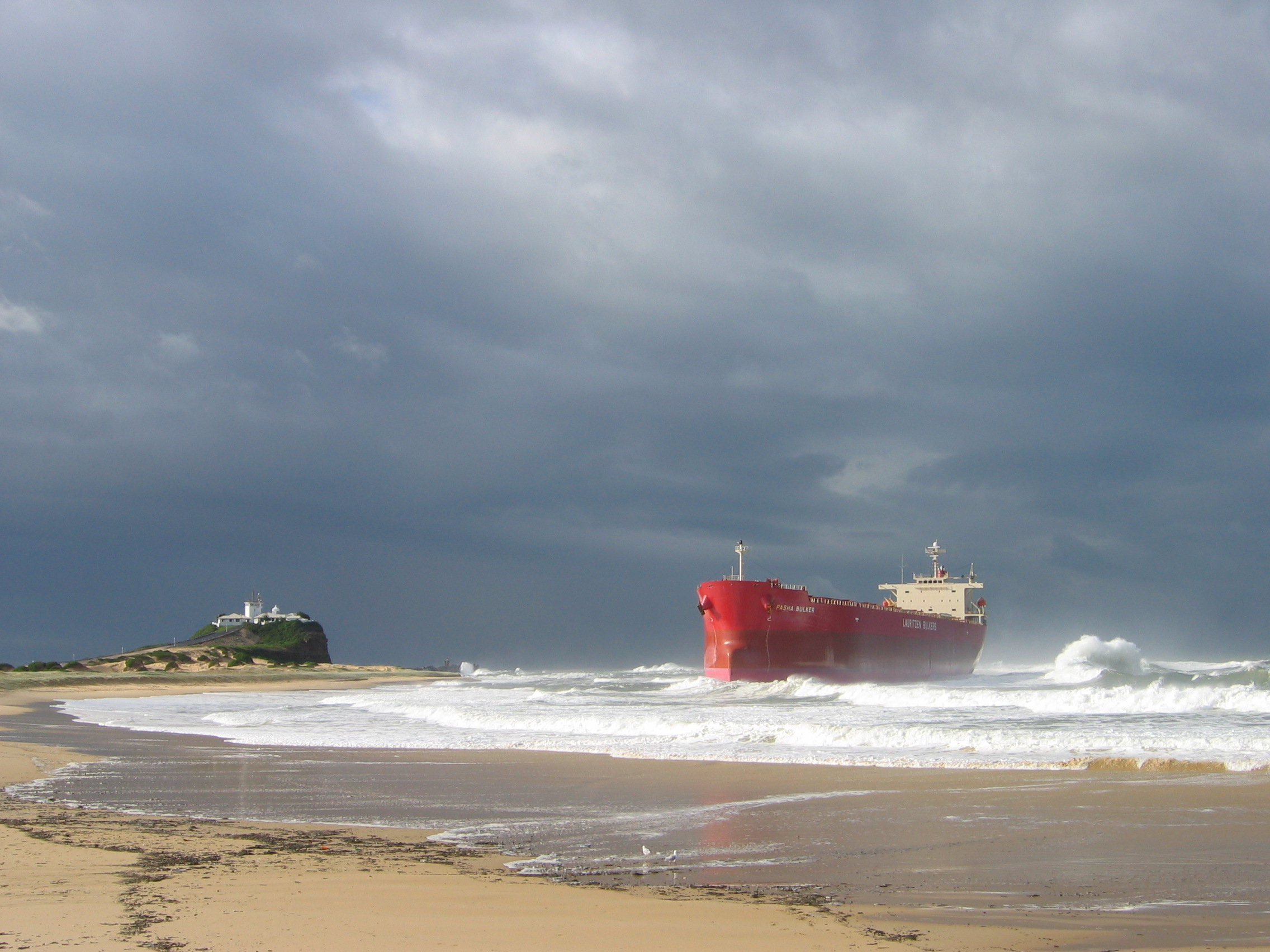
Le Pasha Bulker ; cargo de 40000 tonnes transportant du charbon, échoué le 8 juin 2007 sur le littoral australien avec encore 700 tonnes de pétrole à bord (soutes). Les 21 personnes de l'équipage ont été hélitreuillées. Restait à traiter le risque de pollution.

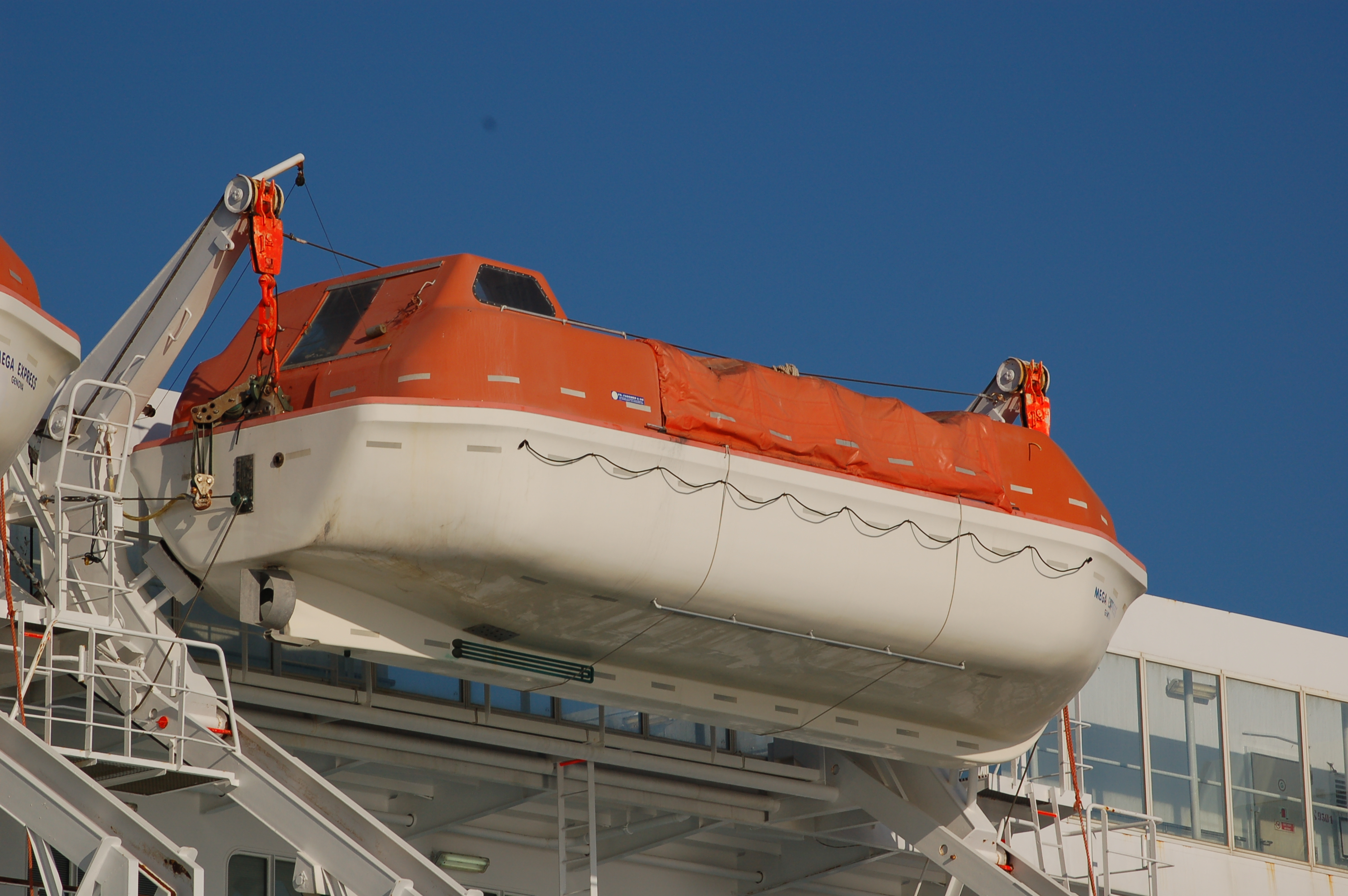
La sécurité demande un matériel adapté, mais aussi un entraînement du personnel de bord, qui passe par des exercices et une bonne formation

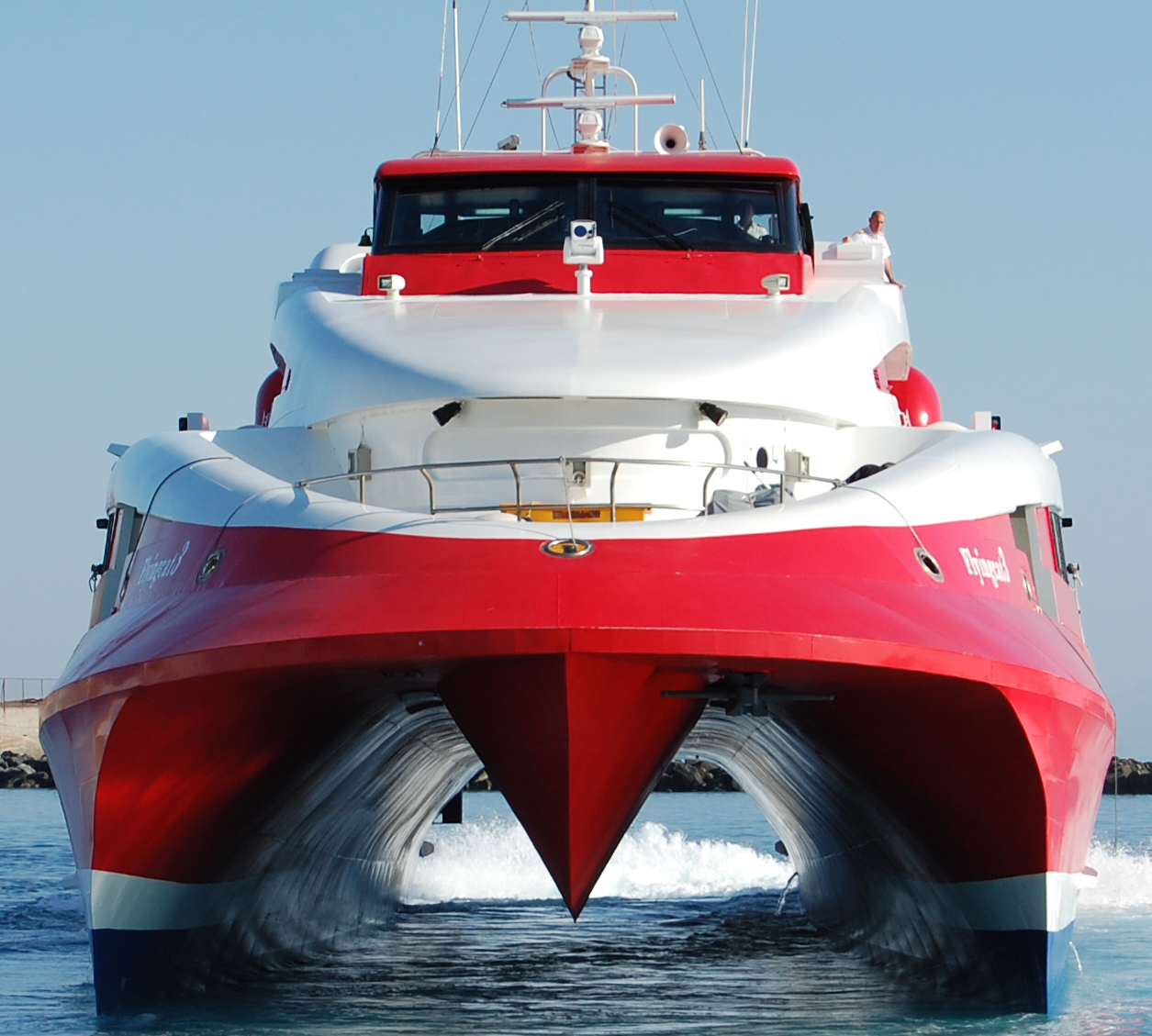
La vitesse est un des nouveaux facteurs de risques à prendre en compte par la sécurité maritime

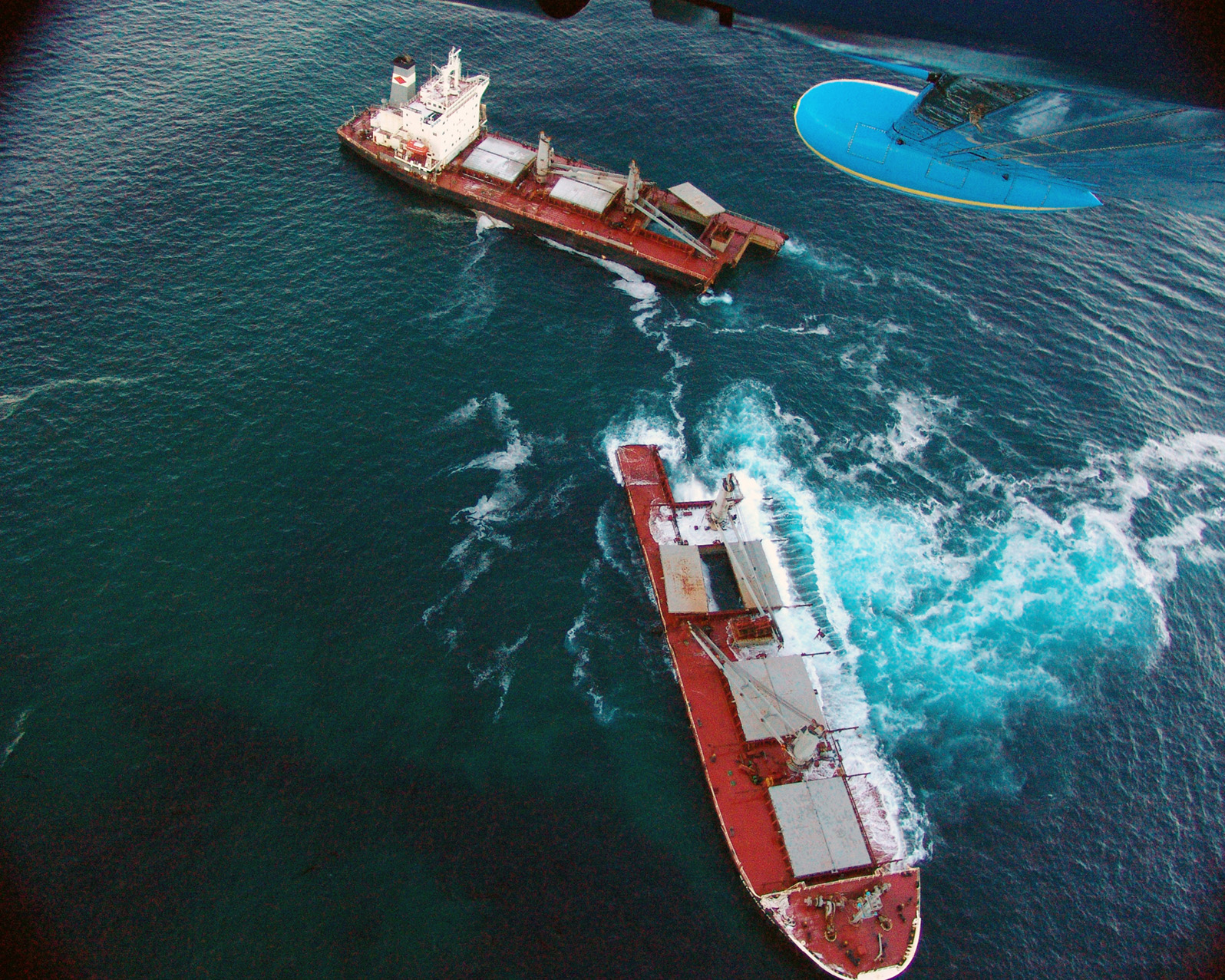
La conception de navires plus résistants, et l'élimination des « bateaux-poubelles » sont deux des moyens d'amélioration de la sécurité maritime

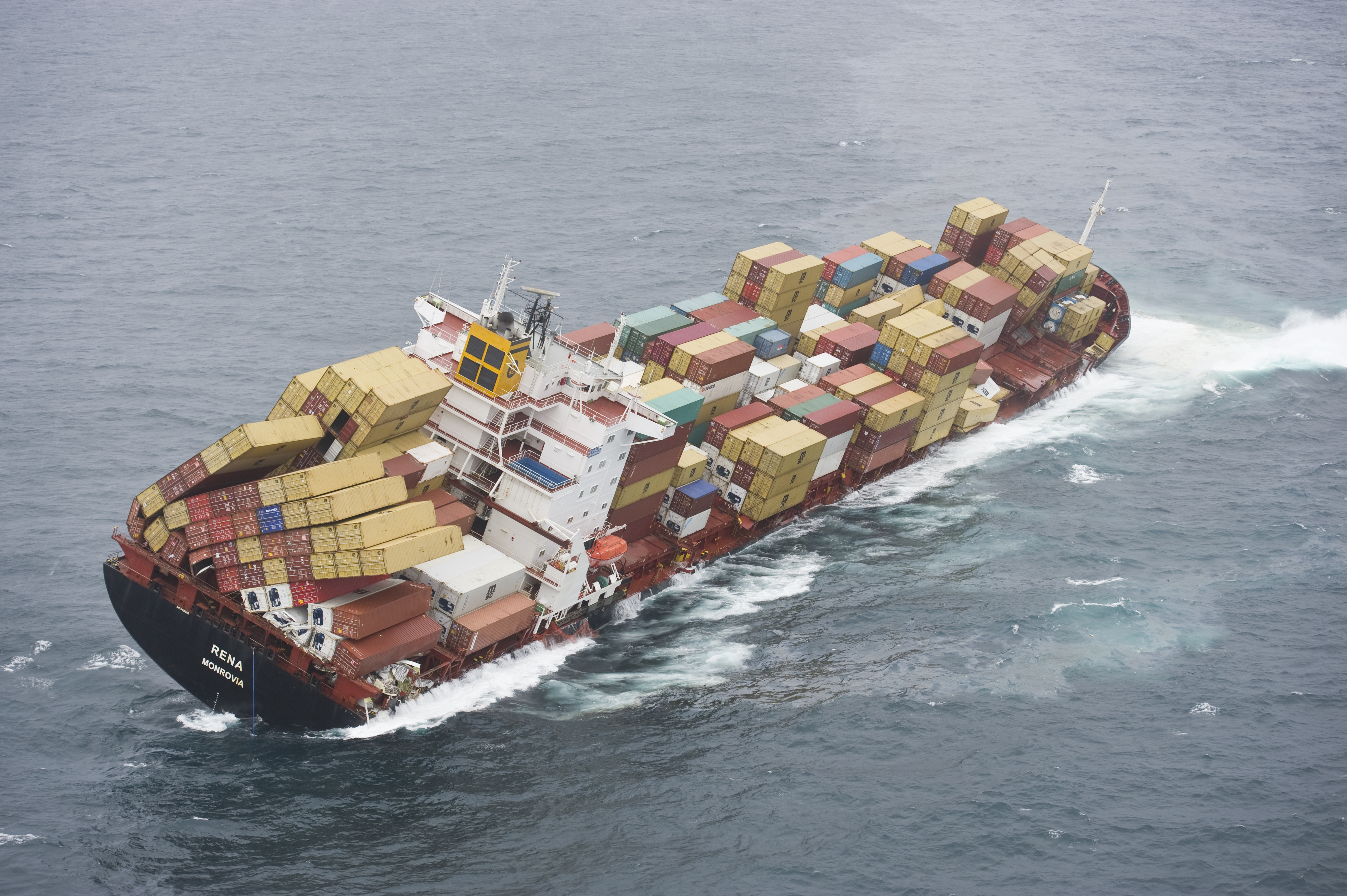
Le chargement très haut des porte-conteneurs les rend vulnérables aux fortes tempêtes et à la gîte (accidentelle notamment) comme ici sur le Rena en difficulté. Secondairement, les conteneurs tombés à l'eau sont source de pollution marine et/ou de sécurité maritime. Ici l'arrimage des caisses les unes aux autres a provisoirement limité les dégâts, mais certaines se sont déjà écrasées

La notion de « sécurité » désigne avec ambiguïté à la fois :
- un état matériel qui résulte de l'absence réelle de dangers ;
- l'organisation nécessaire à créer ou à perpétuer une telle situation.

Les procédures de sécurité impliquent des codes, qui pourraient en matière maritime entrer en contradiction avec le vieux principe universel de « liberté des mers ». Elles peuvent concerner des espaces marins ou littoraux publics ou privés, relevant de la responsabilité d'États. Elles pourraient concerner aussi des zones situées dans les zones internationales.
Concernant les accidents avec pollution importante et pas ou peu dégradable ; cette pollution risque de se déplacer vers le fond et/ou vers d'autres régions ; la Méditerranée est considérée comme plus vulnérable car fermée, mais en réalité la Terre est ronde, et toutes les mers sont fermées. Pour les polluants à longue durée de vie et/ou non biodégradables, le principe de dilution n'est donc pas admissible, d'autant que de nombreux animaux marins sont des filtreurs (moules, huîtres en particulier, qui peuvent rapidement reconcentrer une pollution diffuse).

## Enjeux de la sécurité maritime
Le domaine de la sécurité maritime présente de multiples enjeux :

### Enjeu de sécurité des personnes et des biens
Cela concerne les marins, les passagers, les navires, et les usagers de la mer et des littoraux, avec des risques croissants liés au trafic élevé de navires au tonnage de plus en plus élevé, à la vitesse croissante des ferries, et autres transports rapides de voyageurs. Le risque augmente dans les détroits et dans certains canaux (Canal de panama, Canal de Suez) et devrait augmenter avec les projets d'« autoroute de la mer ». De nombreuses épaves en eaux peu profondes, outre qu'elles sont une source de pollution, deviennent aussi une source de risque d'accident pour d'autres navires.

### Enjeux pour la sécurité des gens de mer
Les marins représentent aujourd'hui la population la plus exposée du monde du travail au risque d'accident.[réf. nécessaire]

### Enjeux environnementaux
ex. : pollutions accidentelles, rejets illicites.

### Enjeux sanitaires
Le transport maritime est une source de transferts de microbes et propagules à potentiel épidémique). Il a dans le passé été impliqué pour la diffusion des épidémies de peste et de grippe espagnole par exemple, d'où la mise en quarantaine. De nouveaux risques se présentent avec le transport de déchets nucléaires, d'eaux de ballasts et la circulation de navires ou sous-marins à propulsion nucléaire, et éventuellement armés d'engins nucléaires.

### Enjeux économique
La perte d'un navire et de sa cargaison est une perte de valeur, de même que la pollution induite par les naufrages, elle coûte cher aux assureurs. Ceci est particulièrement vrai pour les navires géants ou transportant des matières précieuses.

## Risques en mer

### Le risque peut être lié à la mer et à ses dangers
Ces dangers sont naturels et relativement prévisibles (tempête, gel, etc.) ou imprévisibles (tsunami, météo-tsunami, collision avec objet flottant ou semi-submergé, arbre, iceberg, cétacé…). Ils sont aussi anthropiques (collision avec sous-marin, autre navire, épave, contact avec mine ou munitions immergées). Le risque dépend aussi de l'état des navires et des compétences des équipages (l'erreur humaine est souvent un des multiples facteurs à l'origine des accidents), de la dangerosité des produits transportés et localement aux guerres, actes de piraterie ou de terrorisme. La densité croissante de navires de plus en plus rapides et transportant des tonnages croissant de substances dangereuses est un autre nouveau facteur de risque.
Localement, le risque est exacerbé par le manque ou l'absence de moyens lourds de remorquage, de moyens héliportés, de couverture radar ou satellite complète de la zone, ou encore par l'absence de coordination de la surveillance et des moyens de secours, entre pays, voire entre régions d'un même pays..).

### Risques pour l'homme
En France, le nombre d'accidents du travail maritime (ATM) est de 3 000 /an pour environ 30 000 marins, c'est le métier le plus à risque, avec celui de bûcheron à terre.[réf. souhaitée]
NB : chiffre peut varier mondialement selon les pays et les pavillons d'armateurs.
Ceci résulte principalement de deux facteurs ; les conditions de travail en milieu hostile qu'est la mer, et deuxièmement l'isolement et en conséquence l'impossibilité d'accès rapide au médecin et à l'hôpital. Ce dernier point est en partie pallié par une meilleure formation des marins aux premiers secours ainsi que par le développement de la télémédecine (qui nécessite cependant un moyen de communication disponible, dans la langue de l'équipage, et un minimum de matériel de soins à bord). Une plus grande attention au respect de la sécurité au travail est en développement.
Parmi les risques liés aux personnes et à la situation d'isolement, la chute à la mer entraînant la noyade ; noyade humide, noyade sèche, à la suite d'une hydrocution, courant d'arrachement, hypothermie est celui qui est souvent craint. Si le scorbut est devenu rarissime, toute blessure, brûlure, fracture, maladie (notamment contagieuse et aiguë), ou intoxication alimentaire même apparemment bénigne est source de risque et un danger en mer, de même que le mal de mer et tout évènement affectant sévèrement le moral de l'équipage. La déshydratation est un problème fréquent en mer, notamment chez les naufragés. La présence d'hydrocarbures (principal combustible des navires) est enfin toujours en amont, une source à l'origine de risques d'incendie ou explosion.

### Les risques courants pour le navire
Les risques courants pour le navire varient selon le bâtiment, le lieu, la saison et la situation, mais on peut citer la panne moteur ou perte de manœuvrabilité (problème de gouvernail.), le ripage de cargaison, l'incendie à bord ou l'explosion, l'échouement/échouage et la abordage/collision ou le naufrage, la voie d'eau résultant d'une coque corrodée et dans certaines régions la piraterie.

### Risques pour l'environnement
Ce sont principalement la pollution induite (marée noire, perte de conteneurs contenant des substances toxiques, incendie polluants, etc. qui sont des sources de pollutions chroniques et ponctuelles.

## Réglementation internationale

### STCW
Convention internationale sur les normes de formation des gens de mer. Elle contient des normes de formation des gens de mer et de délivrance des brevets et de veille ; Elle sera renforcée en août 2013 par l'entrée en vigueur de la Convention de l’Organisation internationale du travail sur le travail maritime (dite MLC pour Maritime Labour Convention adoptée en février 2006).
 (mars 2024).

### Procédure ISM (International Safety Management)
Procédure pour les compagnies maritimes et les équipages des navires. ce code est applicable depuis 1993 en tant qu'intégré dans la convention SOLAS. Il impose aux armateurs de mettre en place des pratiques d’exploitation et un environnement de travail sûr. L'armateur doit évaluer les risques prévisibles pour ses navires, son personnel ainsi que pour l’environnement, et prévoir les mesures de sécurité adaptées à ces enjeux.

### Convention internationale sur la sauvegarde de la vie humaine en mer
Convention Solas, (en) Safety of life at sea, adoptée en 1974 et en vigueur depuis 1980, et qui ne concerne - sauf exception - que le trafic international des navires de charge de jauge brute supérieure à 500 et les navires à passagers.

### Dispositifs de sûreté dans les ports et à bord des navires
Dispositifs mis en place à la suite des attentats du 11 septembre.

### Disposition contre la pollution
Convention Marpol (Convention internationale pour la prévention de la pollution par les navires), adoptée en 1973, en vigueur depuis le 2 octobre 1983, avec deux amendements et une annexe postérieurs. C'est la convention la plus importante concernant l'environnement marin

## Prévision des risques en mer
La prévention passe par la prévision du risque. Outre un travail de prospective à long terme qui relève des autorités compétentes en matière d'aménagement du territoire et de gestion des ports, le suivi radar et satellitaire, les progrès matériels, associés à la prévision météorologique et la bonne formation des hommes, contribuent à diminuer le risque d'accident.
La sécurité maritime tend à s'approprier les méthodes de contrôle du trafic aérien, mais sans en avoir pour le moment les moyens. Une des difficultés est la bonne gestion du transport de matières dangereuses (TMD), qui pourrait conduire par exemple à un accident nucléaire alors que le contexte de libéralisation encouragé par les pavillons de complaisance tend à la réduction des coûts et du nombre relatif de personnel d'équipage.

## Prévention des risques en mer

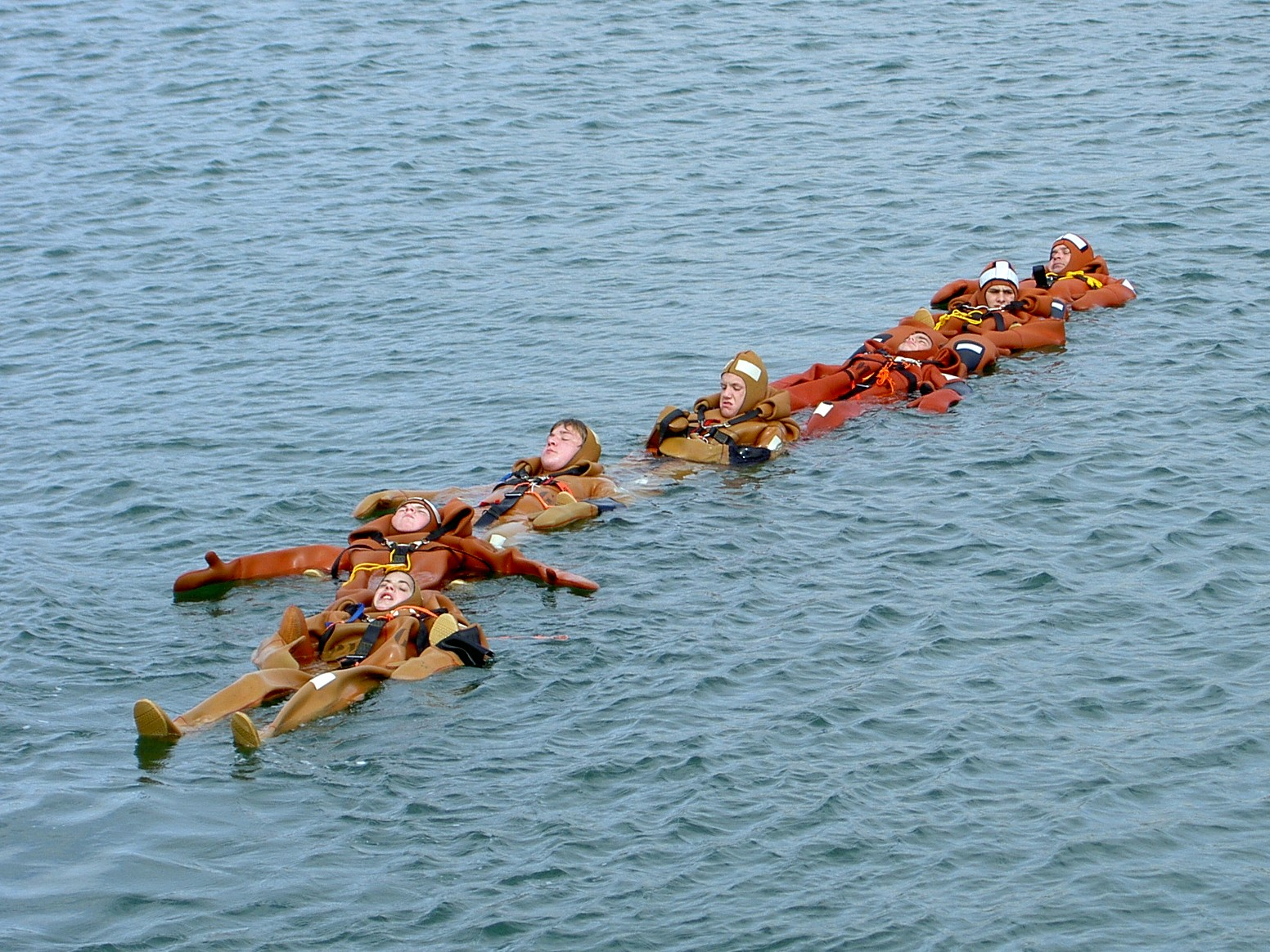
Entraînement de marins à la survie en mer.

Elle passe par la formation des hommes, le retrait des navires qui ne sont plus en état de naviguer (voir rôle de la société de classification) et une meilleure coordination des moyens de surveillance, de police de la mer et de secours.
La prévention des risques de pollution passe aussi par la connaissance des risques (⇒ Cartes des risques et des dangers[Quoi ?]) et de la vulnérabilité des écosystèmes marins et littoraux, qui ne font aujourd'hui l'objet que de peu de recherche, quand ils n'ont pas d'intérêt halieutique ou économique direct.

## Gestion de crise
Elle implique l'existence de cellules permanentes de crise dans tous les pays littoraux, immédiatement opérationnelle et disposant des moyens de coordination, de planification, d'exercices en vrai grandeur, et d'action (remorqueurs de haute mer, moyens héliportés, moyens de pompage et contention de polluants, etc., et d'avoir préalablement identifié :
- la vulnérabilité des littoraux et d’activités économiques (pêche, conchyliculture, tourisme…), et celle des écosystèmes marins (y compris du point de vue de leur fonctionnalité pour la pêche (frayères, nourriceries, etc.),
- les zones et ports-refuges, le réseau des moyens spécialisés de secours et leur disponibilité,
- les sources risques sur les « rails » et dans les ports, dont certains concentrent de nombreuses matières dangereuses, explosives, etc.,
- la prise en compte de l’environnement dans les chantiers de dépollution,
- les rôles possibles des moyens et des élus locaux pour faciliter les interventions des collectivités,
- les enjeux (à hiérarchiser) pour cibler les investissements utiles à la sécurité maritime.

## Secours en mer

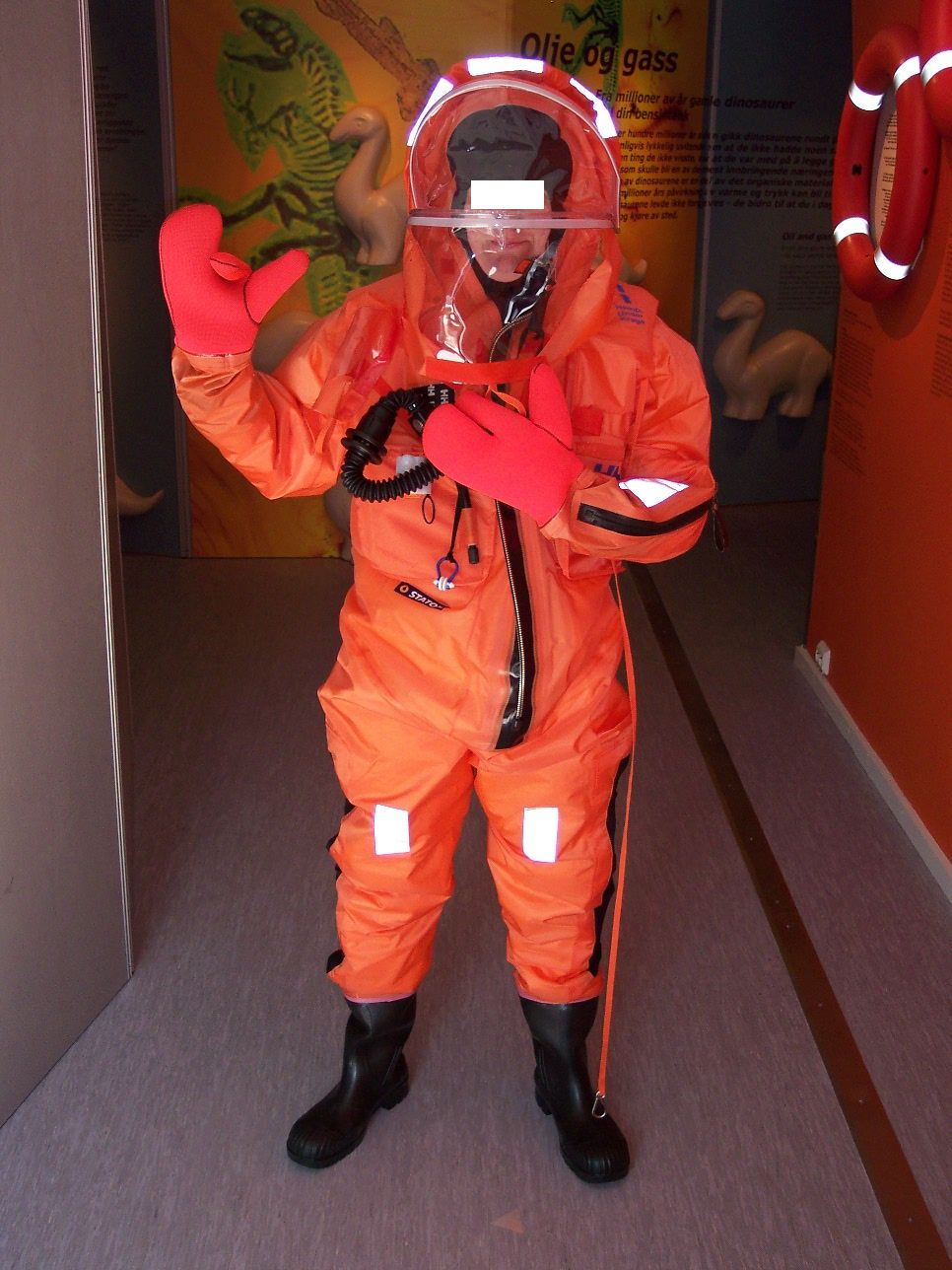
Combinaison de survie

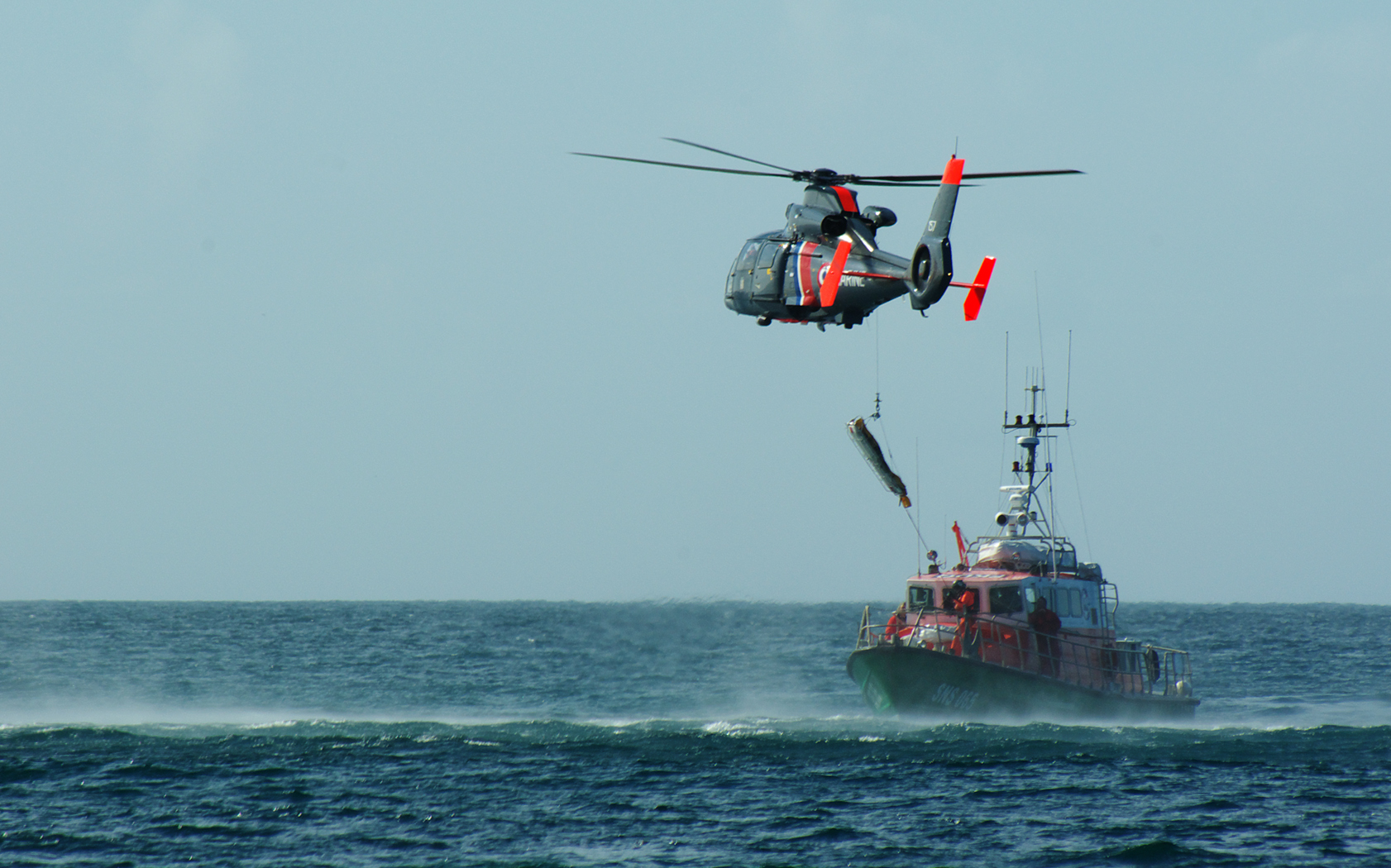
Exercice d'hélitreuillage d'un blessé par un hélicoptère Eurocopter AS365 Dauphin de la Marine nationale d'un canot tous temps de la SNSM.

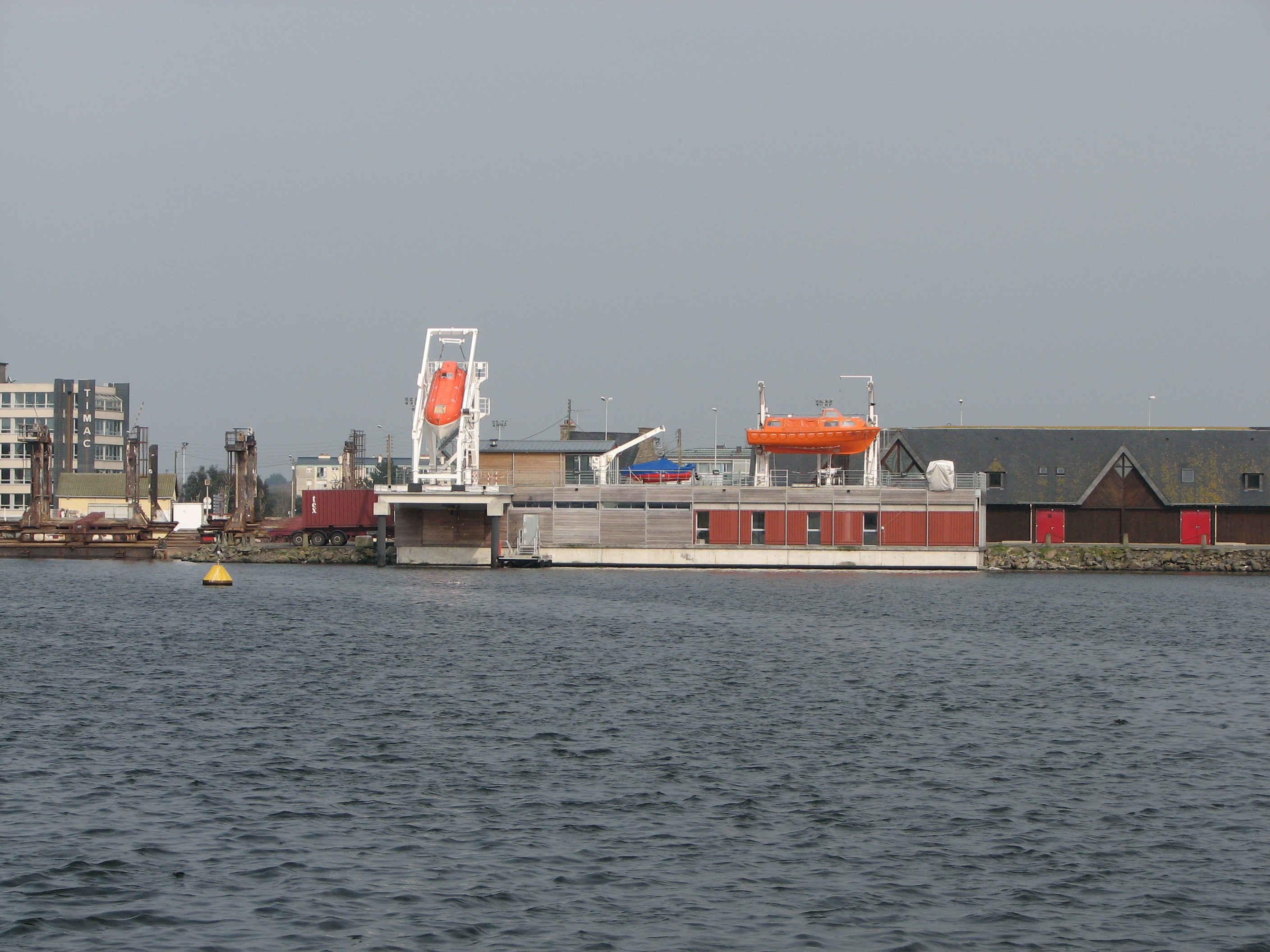
CESAME, centre d'entraînement au sauvetage et à la survie, à Saint-Malo

L'assistance des personnes les plus proches passe par le bon déroulement de l'alerte et des Premiers secours puis par le sauvetage aquatique, qui doivent toujours, comme le sauvetage distant, pouvoir s'appuyer sur :
1. Des moyens de sauvetage opérationnels, qui sont individuels (bouée, brassière, combinaison de survie, etc.) et/ou collectifs, embarqués (propre au navire), tels qu'embarcation de sauvetage, radeau de sauvetage, canot de secours, moyens de signalisation. Un code international de signaux (signaux flottants, sonores, lumineux, radiotéléphoniques, à la voix, à bras avec ou sans pavillons) permet à l'équipage d'un navire, d'un radeau de survie, ou à un simple individu d'émettre des signaux de détresse. Les autres moyens de secours viennent de terre ou d'autres navires qui se détournent pour porter secours à la suite d'un signalement ou appel de détresse. Outre les classiques miroirs, sifflets et corne de brume, au moins dans les pays riches, le marin en détresse dispose aujourd'hui d'engins pyrotechniques, fréquences maritimes pour la détresse, SMDSM, Inmarsat, émetteur récepteur portatif SMDSM, radiobalise (ex. : Cospas-Sarsat), permettant d'envoyer de manière active ou passive des signaux de détresse
2. l'assistance à terre ; En France par exemple, les CROSS et sémaphores de la Marine nationale effectuent une veille permanente tout au long du littoral français (visuelle, radar, radio). Les CROSS (en France) MRCC (dénomination internationale) organisent les opérations de sauvetage « convention internationale SAR », ils peuvent mobiliser et utiliser tous les moyens des différentes administrations civiles (dont sécurité civile) et militaires (marine nationale, pompiers, douanes, affaires maritimes, ainsi que ceux de la SNSM)
3. l'assistance médicale à distance, qui se développe avec par exemple la télémédecine, le centre de consultation médicale maritime (avec pour les personnes enregistrées en France une consultation possible de leur dossier Esculape[2].

## En Europe
L'Europe prépare une nouvelle politique européenne de la mer (cf. Livre vert, publié en 2006), suit les Commissions OSPAR et HELCOM, s'entretient avec la CRPM (« Conférence des régions périphériques maritimes d’Europe »), laquelle dispose d'un groupe de travail « Sécurité Maritime ».

### Sécurité maritime
Un système communautaire de suivi, de contrôle et d'information sur le trafic maritime a été mis en place par une directive pour renforcer la sécurité et à réduire les conséquences environnementales des accidents maritimes.
Une Agence européenne pour la sécurité maritime, a été récemment constituée qui doit cependant tenir compte des délicates règles de subsidiarité. Elle pourrait éventuellement créer un corps de gardes-côtes européens, définir des zones vulnérables, encourager la mutualisation de systèmes d’information et d’observation, ainsi que la réflexion sur la sécurité et l'intermodalité/cabotage.
Une CRPM (Conférence des régions périphériques et maritimes) permet de faire remonter des propositions à la Commission européenne.
La directive 2009/16 précise les règles d'inspections techniques de sécurité des navires dans les ports ; Les États-membres doivent inspecter 25 % des navires faisant escale dans leurs ports. Le constat d'anomalies graves et ayant fait l’objet d’immobilisations peuvent donner lieu à inscription sur une liste noire et ces navires peuvent être interdits dans les eaux de l’UE, mais la liste de ces navires n'était souvent pas complète ou non publiée.
le 13 septembre 2010, la commission a durci ses règles : dès janvier 2011, un registre en ligne contiendra une « mise à l’index » les compagnies de navigation considérées « mauvaises élèves » (dont le respect des normes de sécurité a été faible ou très faible durant au moins 3 mois), et inversement, les bons élèves seront valorisés. Les entreprises et les passagers seront ainsi mieux informés des risques quelles prennent en choisissant certaines compagnie de navigation. Les résultats obtenus par les compagnies, les États du pavillon et les organismes de certification en matière de sécurité seront mis en lumière, avec des normes d'inspections harmonisées dans l’UE et intégralement coordonnées dans un même système d'information (« Thétis », hébergé par l'Agence européenne pour la sécurité maritime (AESM),.

### En Belgique

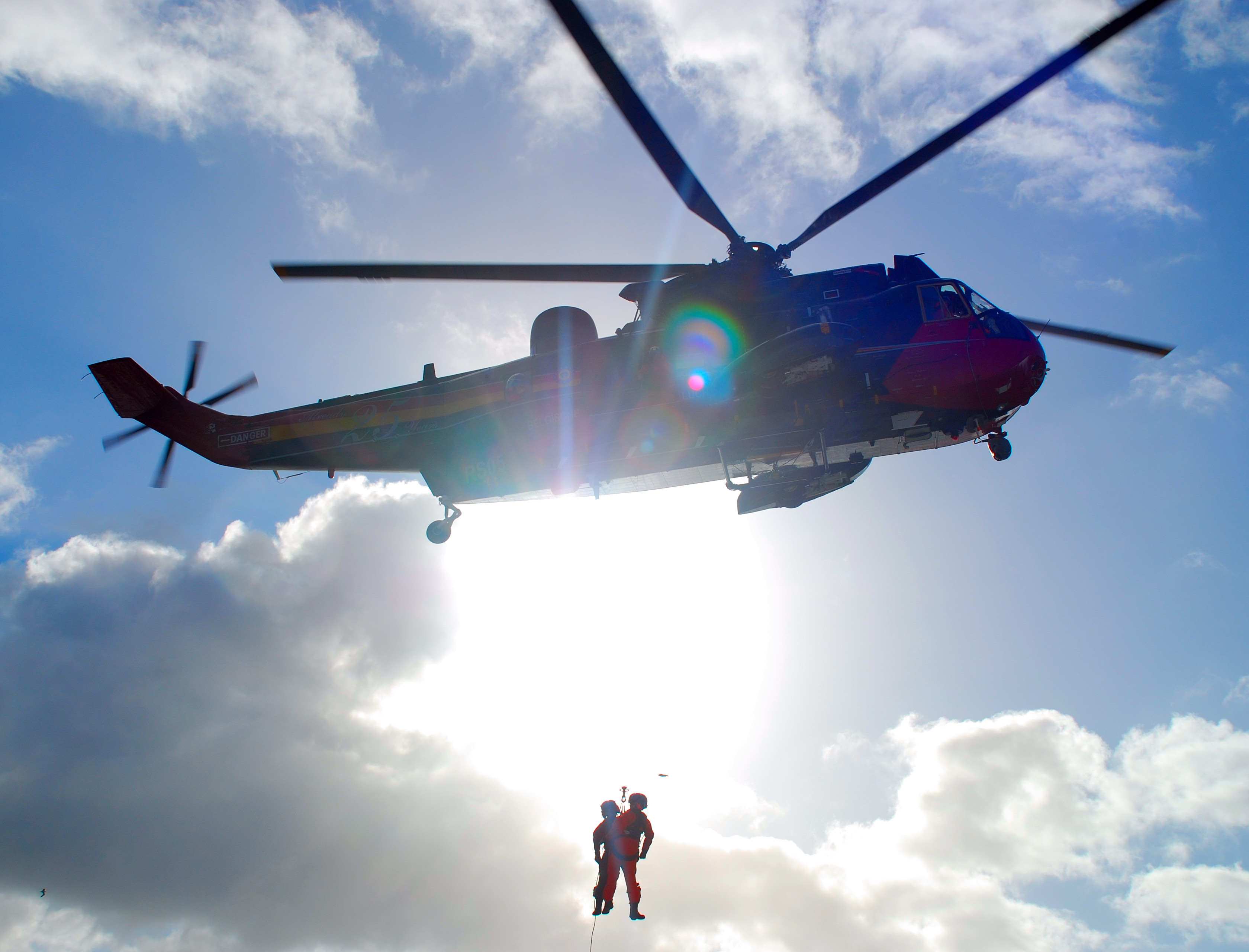
Un Sea King Mk-48 de la Héli de la composante air de l'armée belge, effectuant un sauvetage en mer.

Le sauvetage en mer autour de la côte belge est assuré par la 40e escadrille Héli, une escadrille d'hélicoptères appartenant à la composante air de l'armée belge, basée sur la base aérienne de Coxyde, dans la ville du même nom, dans la province de Flandre-Occidentale. Elle opère avec des Sea King Mk-48 qui seront remplacés en 2014 par des Eurocopter NH-90. Elle intervient également (souvent même) à l'étranger.

### En France

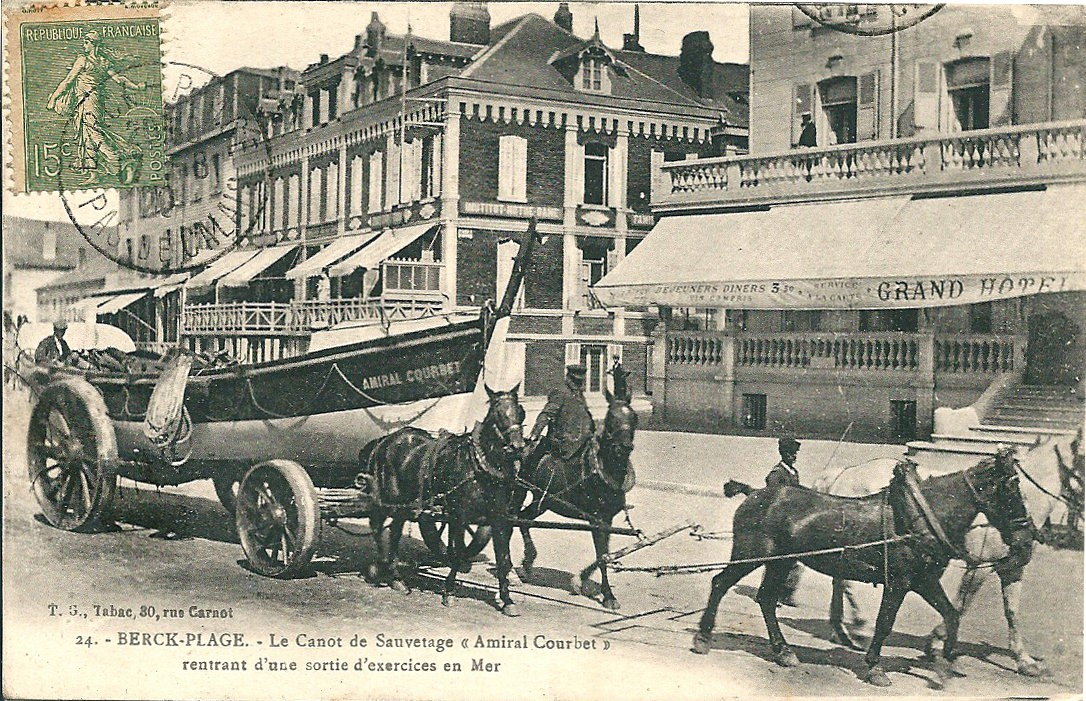
Canot de sauvetage en mer L'Amiral-Courbet de Berck vers 1922

La sécurité maritime ressortit d'abord aux individus pour l'application de la loi et des bonnes pratiques, et à l'État aujourd'hui représenté par des préfets maritimes (en Manche/mer du Nord par le préfet maritime de Cherbourg qui organise une Conférence régionale maritime, lieu d'information pour les représentants des usagers de la mer et des élus du littoral.
Existent aussi un Observatoire du littoral (basé à l'IFEN), une Commission littorale de la Commission nationale d'aménagement du territoire (DATAR, devenu DIACT).
- Le code international pour la sûreté des navires et des installations portuaires (« ISPS code »), en vigueur depuis le 1er juillet 2004 prévoit un schéma spécifique de transmission des alertes (pour « tout acte suspect ou toute circonstance suspecte qui menace la sûreté d’un navire »).
- un règlement[6] est traduit par les instructions no 412 et no 413 du SG/Mer ; le « haut fonctionnaire de défense – mer » (HFD/Mer) est point de contact national et le CROSS Gris-Nez centralise :
  - la réception des alertes de sûreté des navires,
  - la réception des informations émises par les autorités d’un navire étranger proche ou dans les eaux sous responsabilité française ;
  - la diffusion du niveau d'alerte.

La France dispose d'une flotte nationale de commerce international jeune (environ 300 navires d'une moyenne d’âge de 8 ans au 1er juillet 2012, c'est-à-dire parmi les plus jeunes au monde (moyenne mondiale : 16,4 ans et moyenne pour l'Union européenne : 12 ans), mais à cause d'un trafic international parmi les plus denses du monde en Méditerranée et Manche/mer du Nord, c'est aussi l'un des pays les plus exposés aux catastrophes maritimes. La France a au XXe siècle connu de nombreux accidents et pollutions graves. En Manche/mer du Nord, le risque est atténué par les fonds sableux, alors qu'ils sont souvent rocheux ailleurs, mais il est exacerbé par l'importance des courants, du trafic (le plus élevé au monde), par la fréquence et l'importance quantitative des cargaisons dangereuses, et par la présence sur les littoraux d'installations portuaires ou littorales à risque (Sévéso/nucléaire). En cas d'accident grave, les courants et vents dominants exposent des zones importantes pour la pêche, et des régions très densément peuplées en cas d'accident majeur (Nord de la France, Belgique et Pays-Bas, ou Sud-Ouest de l'Angleterre), et comme le note la Cour des comptes en 2012 : « Le gigantisme, tant en matière de navires à passagers, que de navires de charges (porte-conteneurs), peut rendre les coûts humains et financiers de plus en plus considérables ».
La responsabilité de l’État s'exerce en matière de surveillance du trafic, d’inspection des navires, de secours, prévention et gestion des accidents maritimes et d'éventuelles pollutions, ainsi que concernant les dédommagements, les sociétés de classification, les enquêtes sur les accidents, les conditions de travail des marins, etc ;
1. en tant qu'« État du pavillon », dans le cadre de la convention des Nations unies sur la haute mer (29 avril 1959) et pour les navires battant pavillon français ; En 2012,environ 18 200 navires étaient concernés (5 400 cargos/paquebots…) et 12 800 navires de pêche ou conchyliculture naviguant en métropole et outre-mer ; hors navires de plaisance[7] ;
2. en tant qu'« État du port » ; environ 6 000 navires étrangers par an font escale dans un port français (15 000 à 16 000 escales par an au total). Le cadre est ici le Mémorandum d'entente de Paris (ou MOU[8]), du 26 janvier 1982. Il s'agit aussi d'appliquer le droit européen avec notamment le « paquet Erika III » (du 23 avril 2009) composé de deux règlements et de six directives renforçant la réglementation européenne sur la sécurité maritime[7] ;
3. en tant qu'« État côtier » chargé de veiller à la sécurité du trafic maritime (environ 300 000 navires/an rien que pour la Manche) dans les eaux territoriales françaises (Cadre :Convention des Nations unies sur le droit de la mer (10 décembre 1982, Montego Bay)[7].

#### Organisation des contrôles
La France dispose de six registres d’immatriculation des navires et s'est organisée autour du concept de centre de sécurité des navires (CSN). Tout navire immatriculés et inscrit au registre international français (RIF) doit respecter toutes les règles de sécurité et de sûreté maritimes, de formation des navigants, de santé et de sécurité au travail et de protection de l’environnement applicables en vertu de la loi française, de la réglementation communautaire et des engagements internationaux de la France.
D'autres pays maritimes ont délégué tout ou partie de ces missions à des sociétés privées dites « sociétés de classification », mais en France, la tradition administrative de contrôle des navires et d’encadrement des marins est resté en grande partie du ressort de l’État et de certains de ses échelons déconcentrés et opérationnels, avec notamment et sous l'égide notamment de la direction des affaires maritimes (DAM), au sein de la Direction générale des infrastructures, des transports et de la mer (DGITM) du ministère de l’Écologie, du Développement durable et de l’Énergie via ses bureaux du sauvetage et de la circulation maritimes, de la réglementation et du contrôle de la sécurité des navires, du contrôle des navires au titre de l’État du port et des phares et balises.
- les CROSS et les administrations civiles et militaires concernées,
- la Société nationale de sauvetage en mer (association reconnue d’utilité publique),
- l’inspection générale des affaires maritimes (qui, sur demande du ministre réalise des audits, inspections et études sur tous les services déconcentrés des affaires maritimes, notamment les centres de sécurité des navires (CSN). Cette « Inspection générale » joue aussi un rôle de « direction de corps » dans le cadre de l’article 2 des décrets statutaires des trois corps d’officiers des affaires maritimes :
  - les administrateurs des affaires maritimes (AAM),
  - les officiers du corps technique et administratif des affaires maritimes (OCTAAM) et
  - les professeurs de l’enseignement maritime (PEM).
- Le Bureau enquêtes accident/mer (BEAmer), renommé Bureau d'enquêtes sur les événements de mer et régionalisé en 2004, indépendant de la direction des affaires maritimes. Ses enquêtes techniques visent à recueillir, exploiter et diffuser les bonnes pratiques et à tirer les leçons des retour d’expérience et accidents ;

Selon un rapport et un délibéré de la Cour des comptes sur le dispositif de contrôle de la sécurité des navires.

#### Formation
Pour faire face aux nouveaux besoins notamment liés à l'application des lois et directives européennes en matière de sécurité maritime et de protection de l'environnement marin, l'École nationale de la Marine marchande (EMM), l’université du Havre et les Affaires maritimes ont créé en 2007 un nouveau diplôme d'expert maritime (formation continue sur 18 mois, notamment destinée à des officiers de marine marchande ayant cinq ans d’expérience de navigation ou plus, et aux officiers de la Marine nationale, éventuellement retraités). La formation doit les rendre compétents en matière d’analyse de risque et dangers dans les domaines des accidents, avaries, ports, transport, environnement… et capables de s’appuyer sur les nouvelles technologies. Des enseignants et des professionnels dont de l'Union professionnelle des experts maritimes (UPEM), l'Association française des experts maritimes (AFEXMAR) y seront comme formateurs.

#### Habilitations
Des organismes de sûreté ont été institués (par le code des ports maritimes et par la loi (de 1983) sur la sauvegarde de la vie humaine en mer, l'habitabilité à bord des navires et la prévention de la pollution). Ils sont homologués (pour cinq ans au plus) par une Commission d'habilitation des organismes de sûreté, sous l'égide du ministre chargé des Transports (et non celui de l'Environnement), qui préside aussi un « groupe interministériel de sûreté du transport maritime et des opérations portuaires » qui se réunit au moins deux fois par an, sous l'égide du ministre des Transports et de deux chargés de l'Intérieur ; de la Défense ; des Douanes ; de la Justice ; de l'Outre-Mer et des Affaires étrangères.

#### Réglementation sur la sécurité maritime
Elle s'appuie notamment sur :
- la loi no 83-581 du 5 juillet 1983 modifiée sur la sauvegarde de la vie humaine en mer,
- son décret d’application, du 30 août 1984 modifié
- l’arrêté du 23 novembre 1987 modifié, relatif à la sécurité des navires. Il fixe les prescriptions pour les navires et leurs équipements.

## Naufrages célèbres
- Liste de naufrages

## Survie en mer
- Alain Bombard
- Daniel Rigolet